# Petrus Olai Dalekarlus
Petrus Olai Dalekarlus, född 28 februari 1601 i Rättvik, död 27 april 1680 i Västerås, var en svensk domprost och riksdagsman.

## Biografi
Petrus Olai Dalekarlus var son till en av undertecknarna till beslutet från Uppsala möte, Olaus Petri Hedemorensis. Farbrodern var pastor primarius, och brodern Johan Stiernhöök den svenska rättsvetenskapens fader. Innan universitetet var han under tolv år elev vid Arboga skola. År 1628 inskrevs han vid Uppsala universitet, för att 1633 bli rektor i Arboga. Han reste till utländska universitet ca 1638, återkom 1639 för att promoveras till magister, och tillträdde sedan tjänsten som rektor vid Västerås skola och lektor i logik. När han 1642 blev lektor i teologi där, fick han Hubbo i prebende. År 1648 utnämndes han till kyrkoherde i Stora Skedvi socken, men återkom redan 1650 till Västerås befullmäktigad av drottningen till pastor och kontraktsprost. Sedermera blev han domprost i Västerås.
Han var riksdagsman vid flera riksdagar.
Dalekarlus var gift med Karin Blackstadius, en dotter till Laurentius Nicolai Blackstadius. Deras barn antog namnet Aroselius. En av sönerna var Laurentius Petri Aroselius, och en dotter var gift med Samuel Laurentii Höijer.